# Tacuinum sanitatis

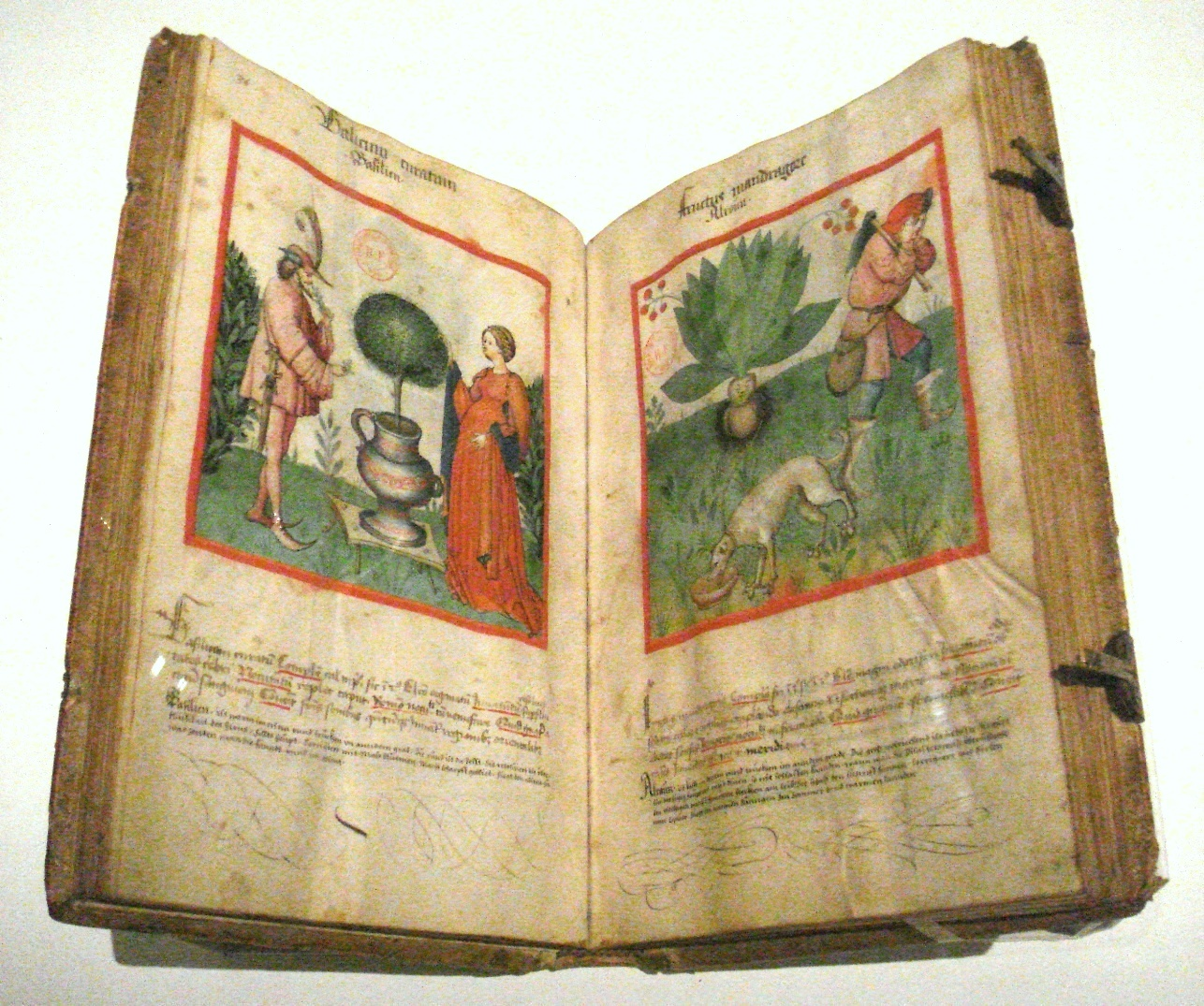
Exemplaire BnF Lat.9333 du Tacuinum, Rhénanie, vers 1450.

Le Tacuinum sanitatis (également appelé Taccuinum sanitatis) est un manuel médiéval sur la santé, basé sur le Taqwīm al-Ṣiḥḥa تقويم الصحة (Tableaux de santé), un traité médical arabe écrit par Ibn Butlân vers 1050.
En réalité, le Tacuinum a donné naissance à deux séries de manuscrits latins. La première série, datant de la deuxième moitié du  XIIIe siècle, est constituée de traductions en latin, relativement fidèles au texte arabe. La deuxième série, entamée à la fin du XIVe siècle est constituée de versions simplifiées du texte, augmentées de nombreuses illustrations, une pour chaque sujet traité.
À la fin du Moyen Âge, le Tacuinum dans sa version généreusement illustrée est très populaire en Europe de l'Ouest. Une indication de cette popularité est l'utilisation du mot taccuino en italien moderne qui désigne n'importe quelle sorte de manuel de poche, guide ou cahier.

## Contenu

### Manuscrit arabe original
Le texte original arabe Taqwim al-Sihha d'Ibn Butlan est connu à travers 16 exemplaires répertoriés dans les bibliothèques d'Orient et d'Occident.
Les prescriptions du livre s'inspirent largement de la théorie des humeurs d'Hippocrate, elle-même basée sur la théorie des quatre éléments, reprise par Galien et la tradition médicale gréco-romaine pour passer ensuite dans la culture arabe.
Les aliments, mais aussi les phénomènes atmosphériques, les saisons et tous les facteurs d'environnement en général sont classés en différentes catégories selon les qualités des éléments qui les composent sur deux axes — chaud et froid, sec et humide — et sur une échelle comprenant quatre degrés. Dans la conception hippocratique, en effet : 

« la vie biologique de l'homme consiste en un changement continuel de nature depuis la naissance jusqu'à la mort, en fonction du mélange des qualités primaires et de la sympathie ou connexion des différentes parties du corps. L'harmonie de ces éléments dépend de la combinaison d'un agent interne — la chaleur innée, dont le siège principal se trouve dans le ventricule gauche du cœur — et de deux agents externes: les aliments et le pneuma ou l'air qui pénètre dans le corps. »

Galien s'est appuyé sur l'œuvre de Dioscoride pour développer divers traités sur les vertus curatives de plantes et les médicaments qui en sont tirés. Il est l'auteur d'une théorie de l'action curative basée sur l'intensité des qualités primaires de chaque remède, mesurée sur une échelle de quatre degrés.
À la suite de l'expansion islamique des VIIIe et IXe siècles, la science grecque et son savoir médical ont été traduits du grec à l'arabe dans la maison de la sagesse de Bagdad par le médecin Hunayn ibn Ishaq, qui a implanté le système de Galien dans la culture islamique. Par la suite, divers auteurs — notamment Ali Abbas, Rhazès et Avicenne — ont développé et enrichi le corpus grec et en ont proposé « une synthèse d'une grande rigueur logique. »
Vers 1050, Ibn Butlan, médecin irakien de confession nestorienne, est le premier à proposer dans son Taqwim al-Sihha (Tables de santé) un exposé synthétique sous forme de tableaux des principes de diététique et d'hygiène. L'ouvrage, qui remporte un grand succès, est traduit en latin au cours du XIIIe siècle pour le roi de Sicile, Manfred Ier de Sicile (1232 -1266) ou son successeur Charles Ier d'Anjou. Le terme Taqwin, devenu populaire dans la langue arabe pour désigner une synthèse pratique et fiable.

### Manuscrits non illustrés

#### Contenu
La première traduction en latin du manuscrit arabe est effectuée vers 1250 à la demande de la cour de Sicile, puis copiée avec des variantes mineures dans les décennies suivantes.
Les contenus sont articulés autour de tables regroupant des informations de santé sur un grand nombre d'aliments, de comportements, de régions, etc.
Avec de menues variantes selon les exemplaires, toutes les tables de l'ouvrage sont formées sur une structure commune. Chaque élément examiné constitue une ligne. En colonnes sont décrites les caractéristiques suivantes :
1. Numerus numéro d’ordre du produit traité ;
2. Nomina son nom ;
3. Nature sa nature déterminée en fonction des quatre qualités (humide, chaud, froid et sec) ;
4. Gradus son degré atteint par le produit dans sa nature, entre 1 et 4 ;
5. Melius ex eo la meilleure variété ;
6. Juvamentum son utilité ;
7. Nocumentum sa nocivité ;
8. Remotio nocumenti le moyen de neutraliser sa nocivité ;
9. Generatum l’effet résultant de l’usage du produit ;
10. Complexiones l'effet modulé par le tempérament du sujet ;
11. Etates l'effet modulé par l'âge du sujet;
12. Tempora l'interaction de l'élément avec la saison d'administration ;
13. Regiones l'interaction avec la région géographique.

Comme dans l'original arabe, les éléments sont généralement regroupés par tables de sept lignes. Une quarantaine de tables parsèment l'ouvrage, entrecoupés de textes théoriques. Dans ces premières traductions, la mise en forme des tables reste également très similaire : les colonnes 5 à 8 sont mises en valeur (élargies), alors que les premières et dernières colonnes sont très compactes et abrégées.

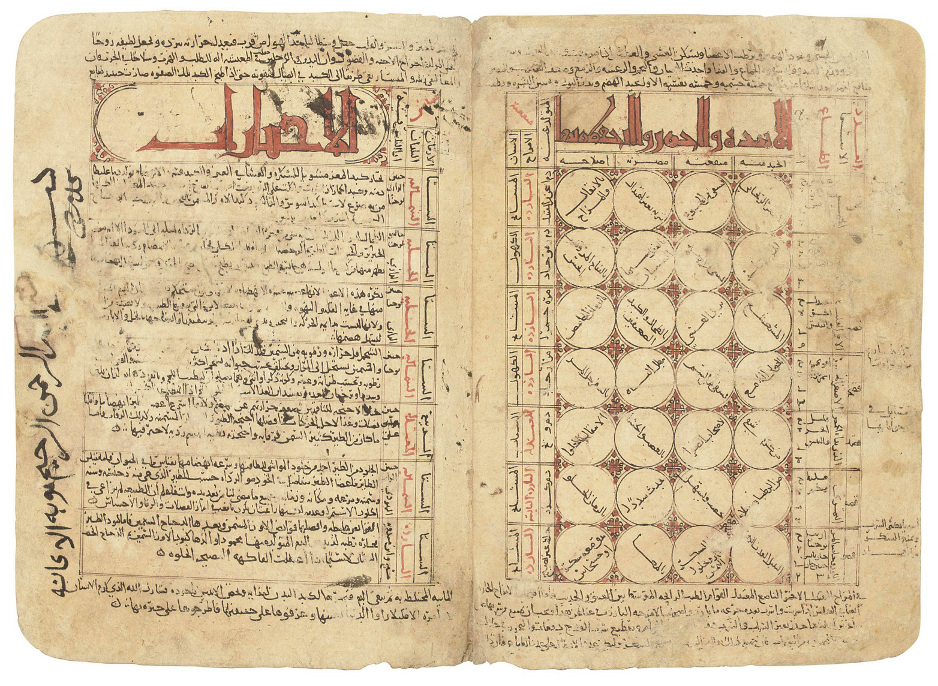
Original arabe, c. 1050
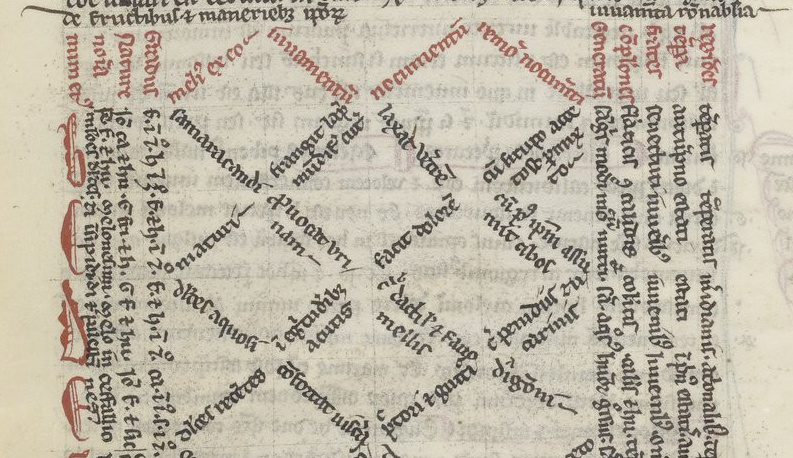
Tacuinum BnF Lat.6977, 1250-1300

#### Exemplaires connus
Il existerait plusieurs dizaines de manuscrits de cette première série dans les bibliothèques d'Europe. On peut citer les suivants :
- le manuscrit Latin 6977 Tacuinum Sanitatis sur Gallica, Bibliothèque nationale de France (BnF), Paris, par Ibn Butlân, entre 1250 et 1300, 66 feuillets, 41 tables, non illustré ;
- le manuscrit ms 1501, Biblioteca Angelica, Rome.

### Manuscrits illustrés
Les versions illustrées du Tacuinum apparaissent dans le Nord de l'Italie à partir de 1380.
La structure des ouvrages change considérablement : la quantité de texte est fortement réduite, et chaque élément est traité sur une page séparée, une illustration occupant la plus grande part de chaque notice. Les tables disparaissent donc, et chaque article contient un court résumé des indications d'origine présenté comme une légende de l'image. En dehors du titre de l'élément, les caractéristiques mentionnées se réduisent généralement à cinq items.
1. Nature nature (et degré) ;
2. Melius ex eo la meilleure variété ;
3. Juvamentum utilité ;
4. Nocumentum nocivité ;
5. Remotio nocumenti le moyen de neutraliser sa nocivité.

Il faut aussi noter d'autres adaptations : certains éléments d'origine, inconnus en Italie du Nord, disparaissent, alors que d'autres, locaux, apparaissent. Dans certains cas, c'est l'illustration qui prime et certaines légendes semblent avoir été adaptées ou même imaginées pour justifier une scène de genre.
En plus de son importance pour l'étude de la médecine médiévale, le Tacuinum est également intéressant pour l'étude de l'agriculture, de la botanique, du commerce et plus généralement du mode de vie de l'époque des illustrations. À titre d'exemple, on trouve la première illustration d'une carotte, qui est une plante moderne pour l'époque.
À titre d'illustration, voici la légende de la notice Fichus (figue) dans le Tacuinum illustré de Liège.
- Nature : calide et humide in primo. Nature : chaude et humide au premier degré.
- Melius ex eo : albe et scorticate. Les meilleures : blanches et décortiquées.
- Iuvamentum : mondificant renes et ab arena subtiliant. Utilité : elles mondifient (nettoient) les reins et atténuent le sable.
- Nocumentum : inflant et ingrossant. Nocivité : enflent et font grossir.
- Remotio nocumenti : cum muri et siropo accetoso. Retrait de la nocivité : avec de la saumure et du sirop vinaigré.

Et la page de la notice Fichus (figues) dans cinq exemplaires du manuscrit, avec des styles d'illustration assez différents :

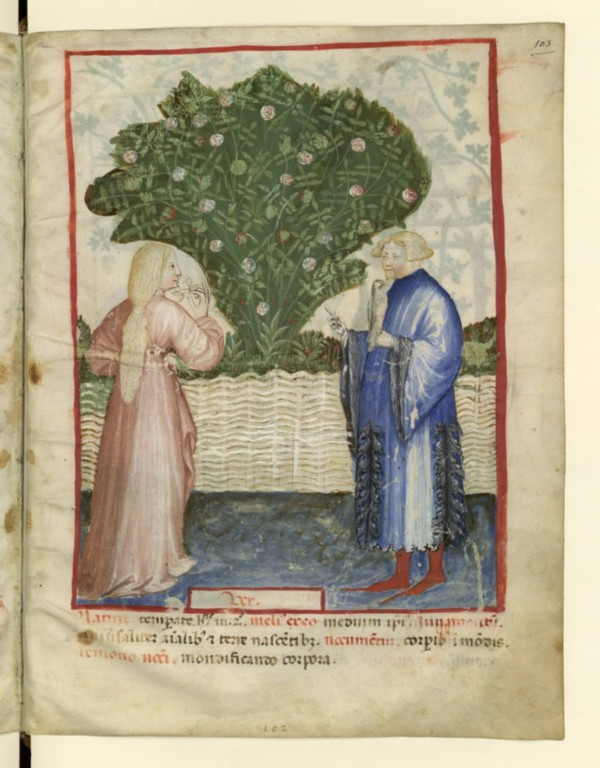
BnF Paris, NAL. 1673
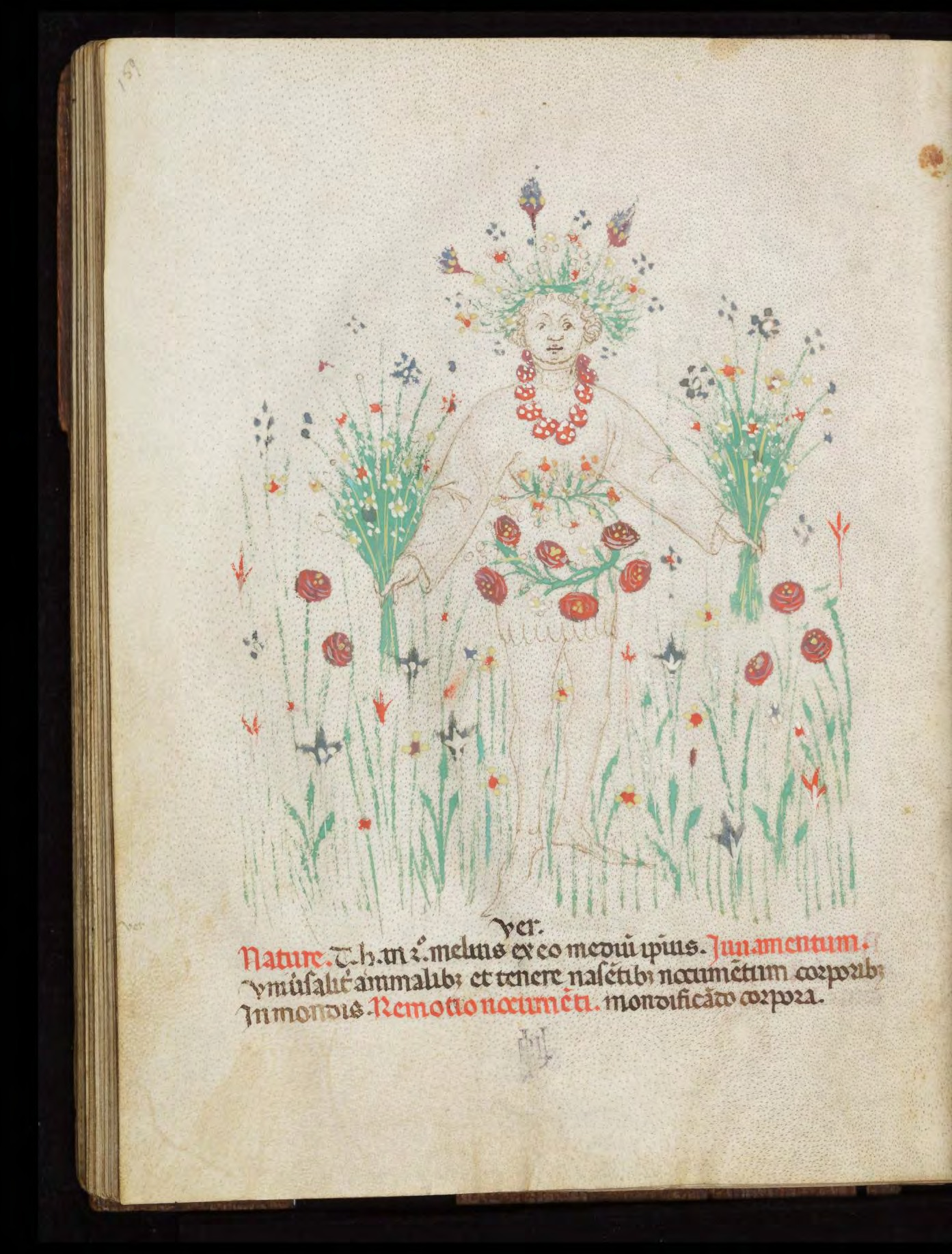
Liège, ms. 1041
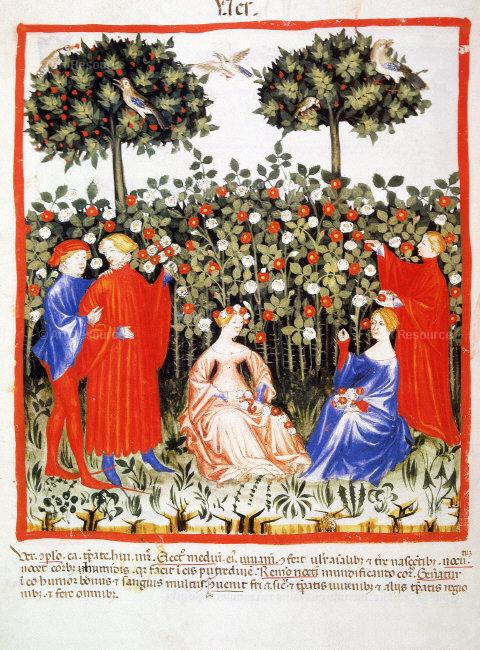
Vienne, sn. 2644
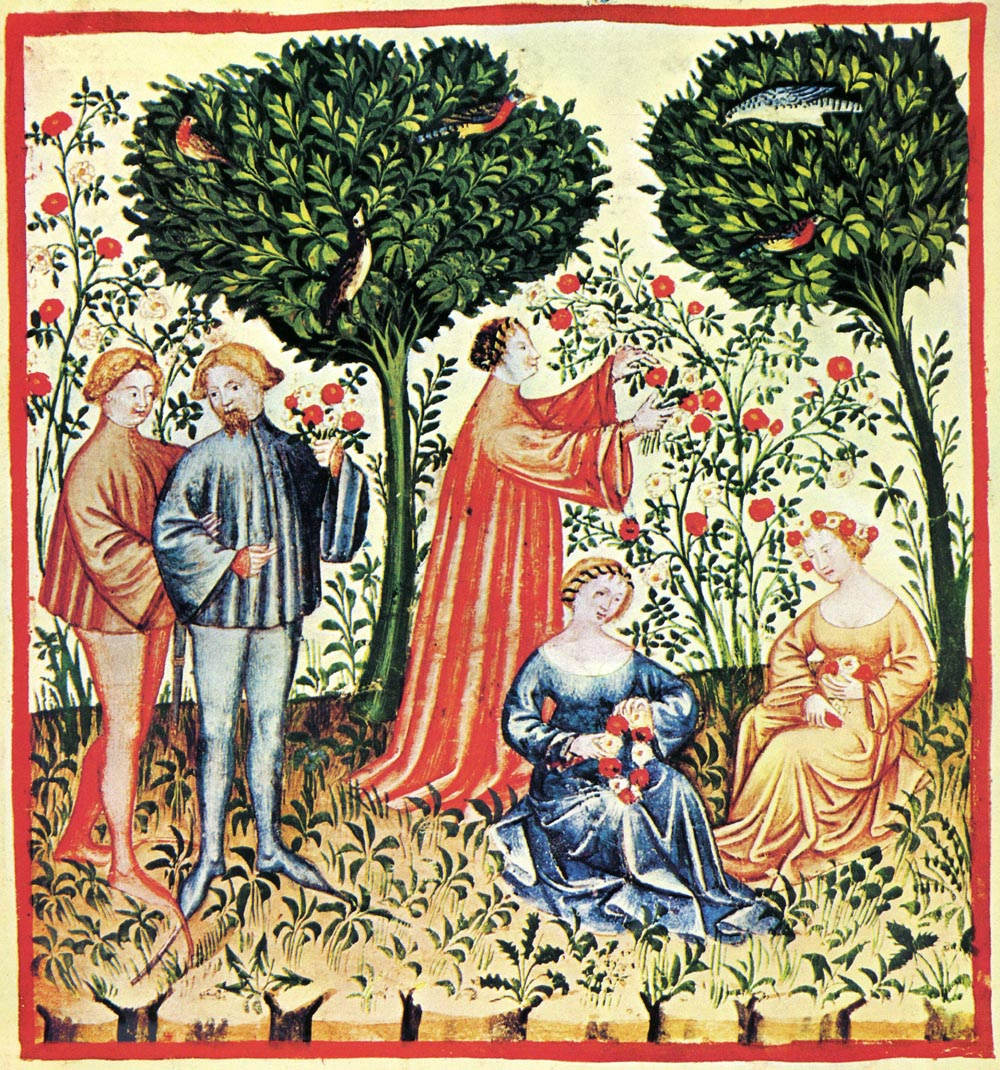
BnF Paris, Lat. 9333
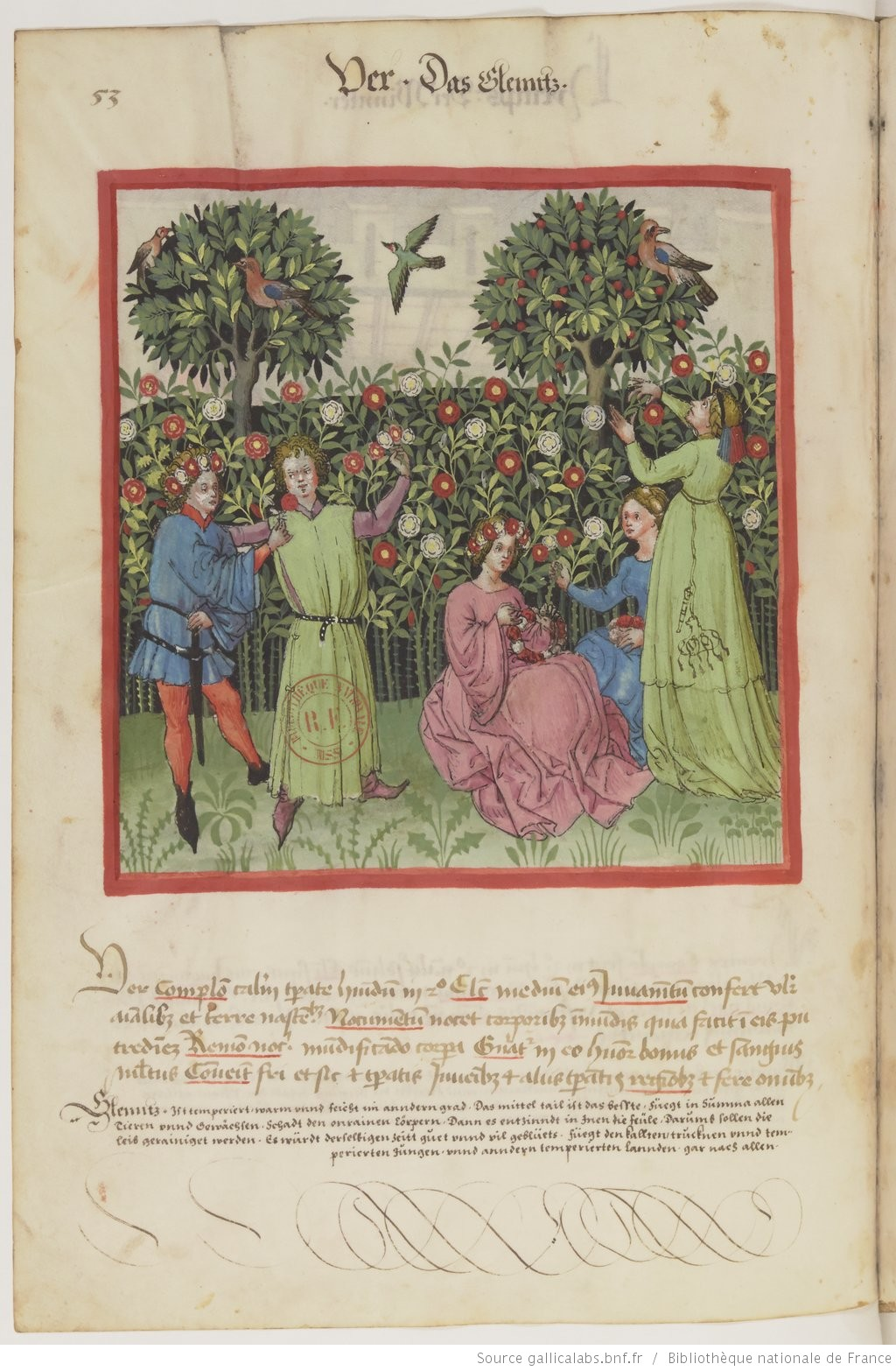
Rouen, ms. 3054

On peut également comparer différentes versions de la notice Ver (printemps) :

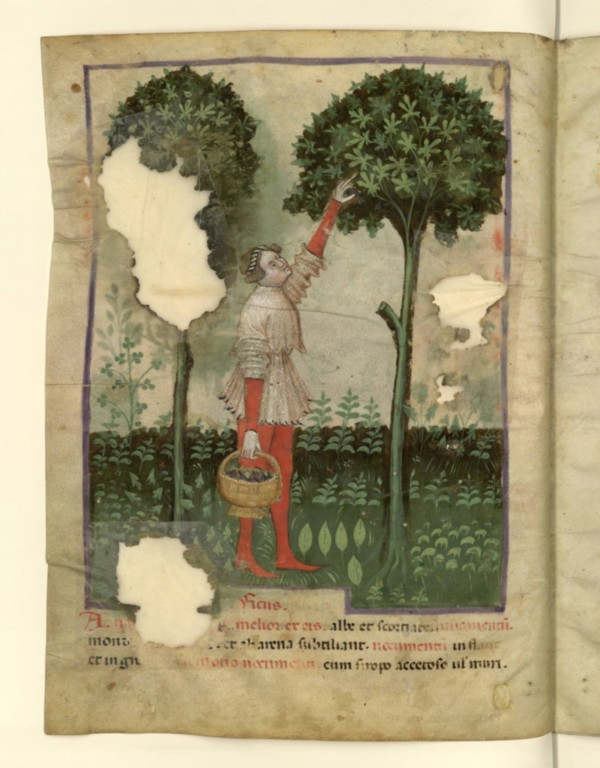
BnF Paris, NAL. 1673
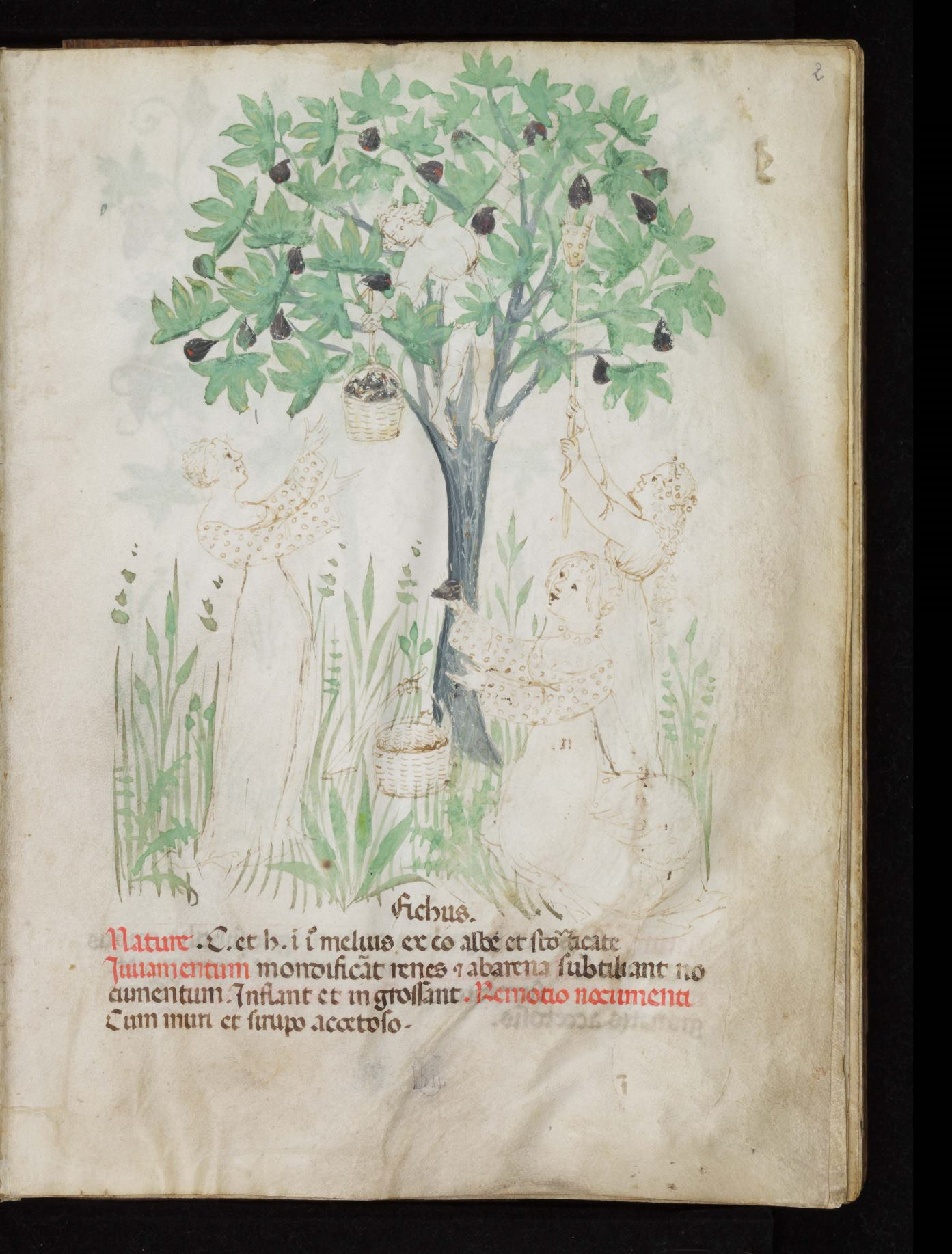
Liège, ms. 1041
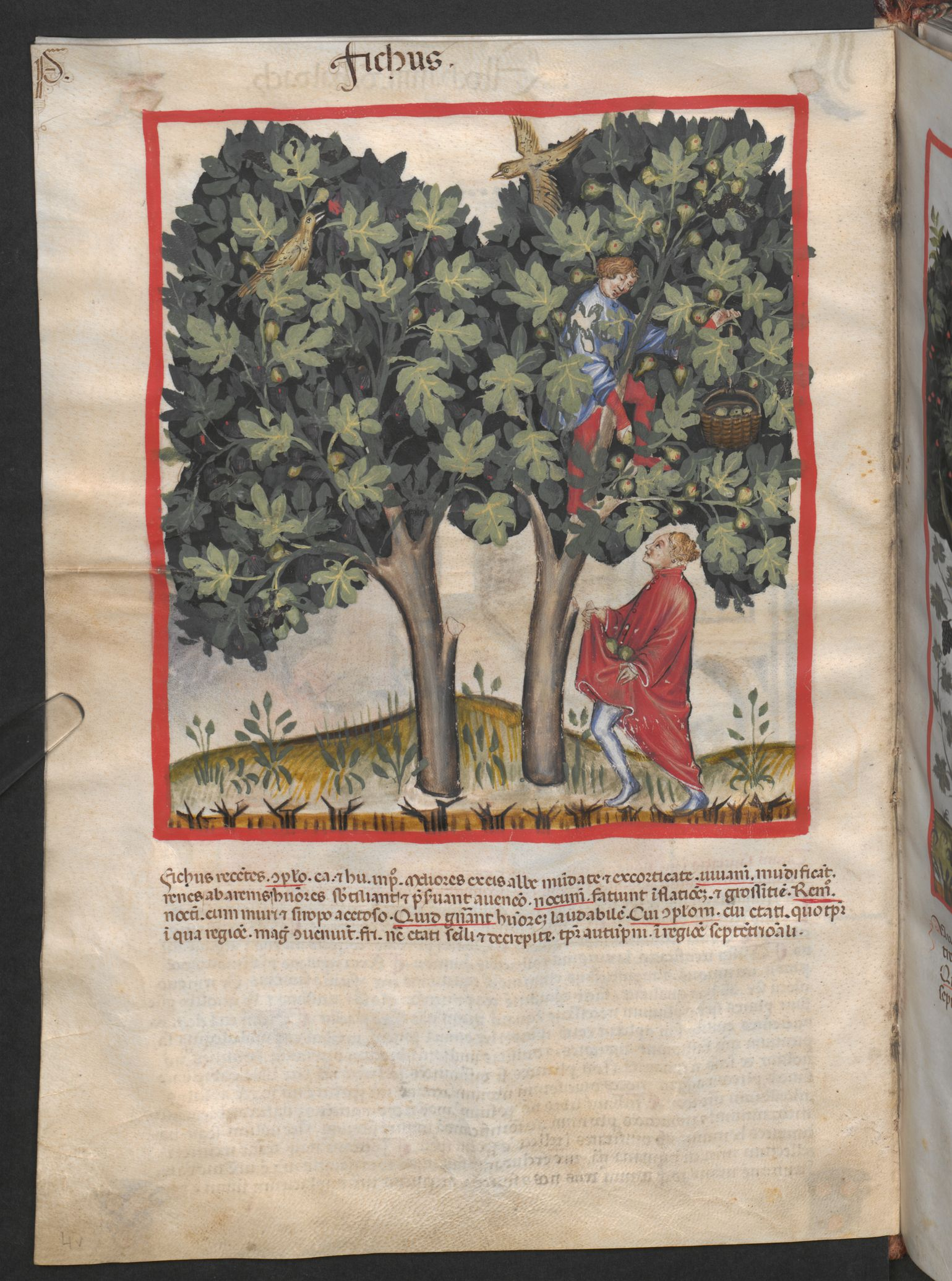
Vienne, sn. 2644
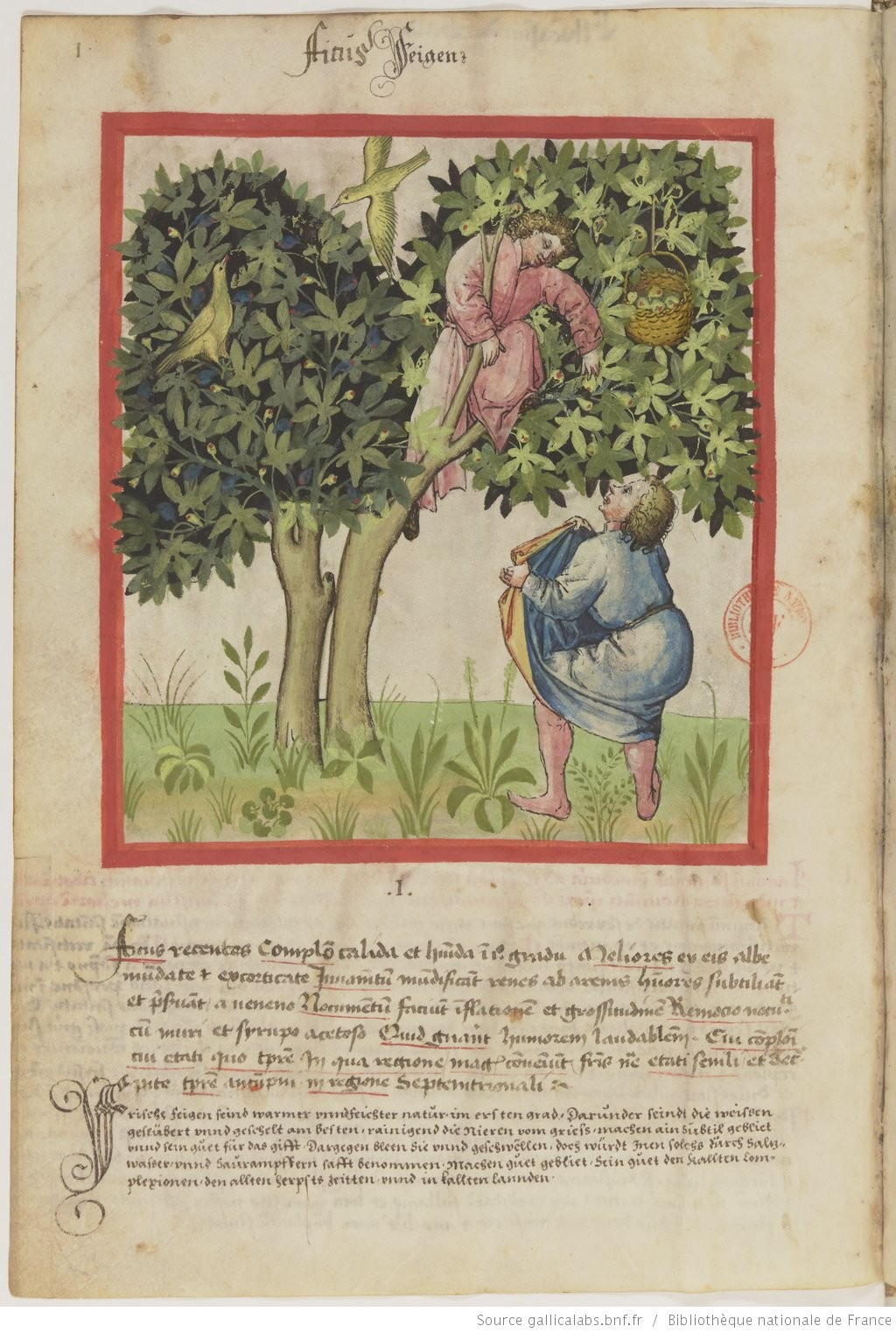
B. Casanatense, cod. 4182
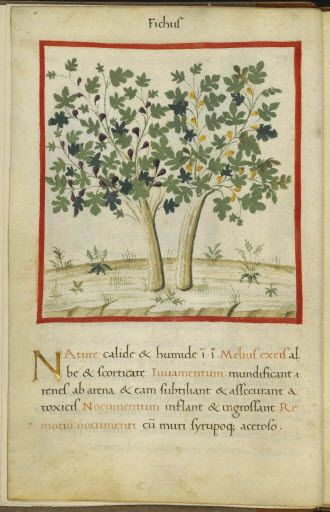
BnF Paris, Lat. 9333

L'exemplaire BnF 9333 est le seul à comporter sur chaque notice une traduction en allemand, ajoutée ultérieurement au texte initial. Du point de vue des illustrations, les exemplaires de Vienne, de Rome et de Paris Lat.9333 se ressemblent énormément. L'original est probablement l'exemplaire de Vienne.
L'exemplaire Liège ms. 1041 a probablement l'exécution artistique la plus fine des dessins, mais la mise en couleurs est incomplète sur la grande majorité des notices du manuscrit, et parfois complètement absente.

#### Thèmes couverts
Dans les exemplaires illustrés du Tacuinum, les notices s'enchaînent sans séparation formelle. On peut toutefois constater un regroupement des notices en thèmes, variant légèrement selon l'exemplaire consulté. Les deux grandes catégories de notices sont les aliments (bruts ou préparés) d'une part, et les autres facteurs environnementaux "hygiéniques" d'autre part, pour lesquels la théorie des humeurs et des degrés semblait s'appliquer également.
- Aliments
  - Fruits : figues, raisins, pêches, prunes, grenades, coings, mûres, nèfles, cédrats, dattes, bananes...
  - Herbes : basilic, moutarde, coriandre, absinthe, menthe, mandragore, safran, réglisse...
  - Légumes : aubergines, navets, fèves, fenouil, raifort...
  - Céréales : Froment, seigle, orge, riz, avoine, millet, mil, panic
  - Céréales préparées : bouillie de froment, bouillie d'orge, pain de farine blanche, pain complet, pain de millet...
  - Laitages : lait doux, lait aigre, jonchée, beurre, fromage frais, fromage vieux, ricotta,  œufs de poule, œufs d'autruche...
  - Viande : de bélier, de chevreau, de porc, de gazelle, de lièvre, viandes frites, viandes salées, tripes, foies...
  - Volaille : poule, pigeonneaux, grues, paons, canards...
  - Vins : verjus, moût, vin, vin vieux, vinaigre
  - Poissons : poissons frais, poissons salés, lamproies, crevettes&crabes, anguilles...
  - Sucres : sucre, candi, canne à sucre, miel...
- Autres notices
  - Comportements : danse, joie, timidité, colère, ivresse, vomissement, sommeil, parler dans son sommeil, veilles, coït...
  - Exercice physique : mouvement, repos, exercice doux, équitation, lutte, chasse
  - Vêtements : vêtement de lin, vêtement de laine, vêtements de soie...
  - Eau : eau de fontaine, eau de pluie, neige et glace, bain, eau salée...
  - Habitation : pièces d'hiver, pièces d'été, pièces et leur air
  - Météo : vent du sud, vent du nord, vent d'ouest, vent d'est, printemps, été, automne, hiver
  - Régions : région nord, région sud, région est, région ouest

#### Saisons

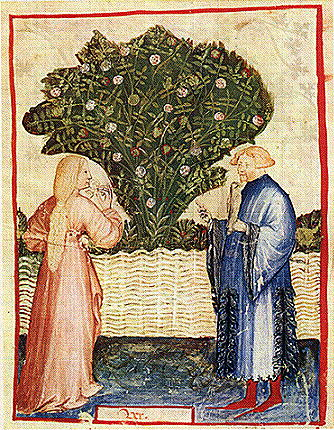
Printemps: Chaud et humide
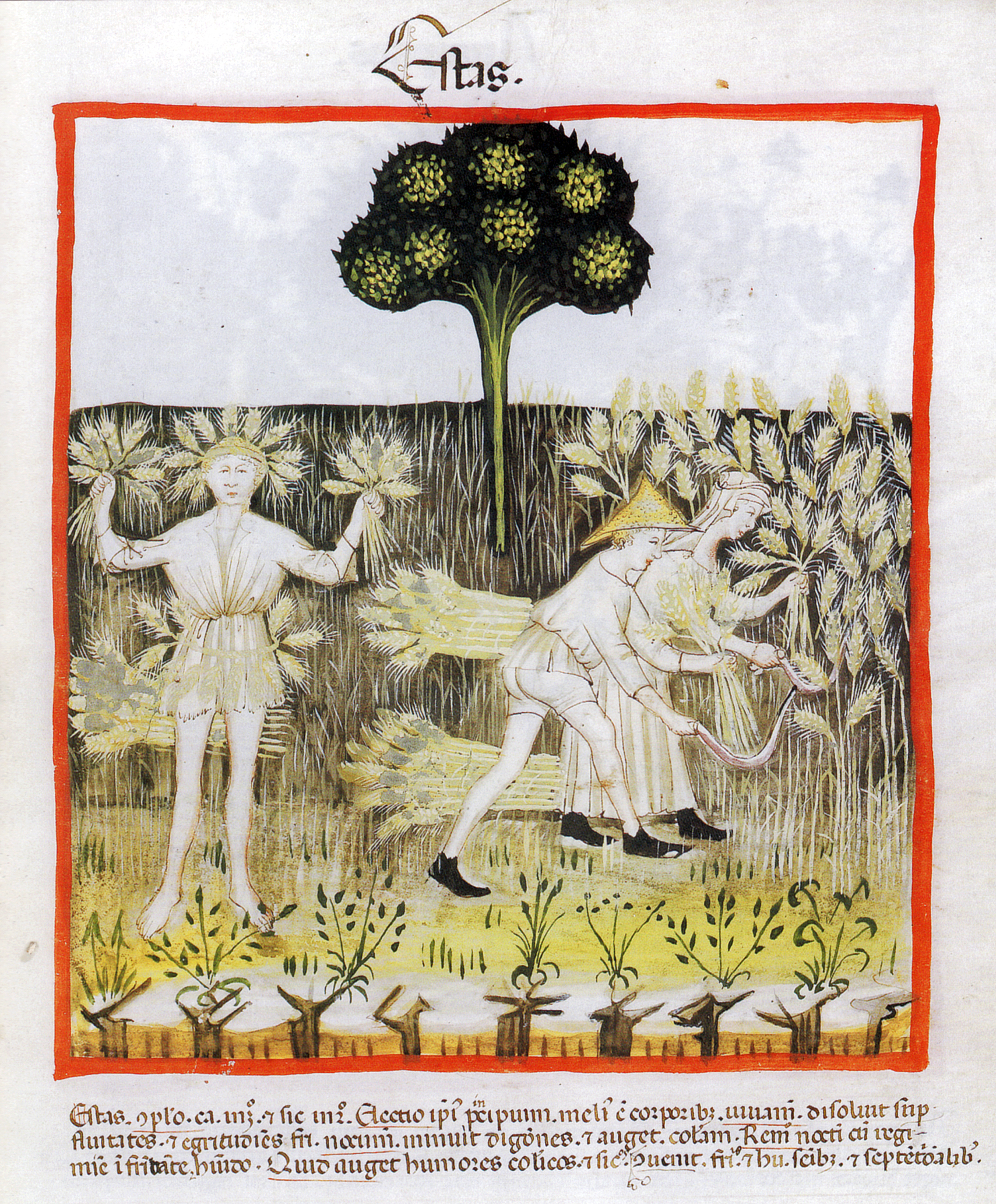
Eté: Chaud et sec
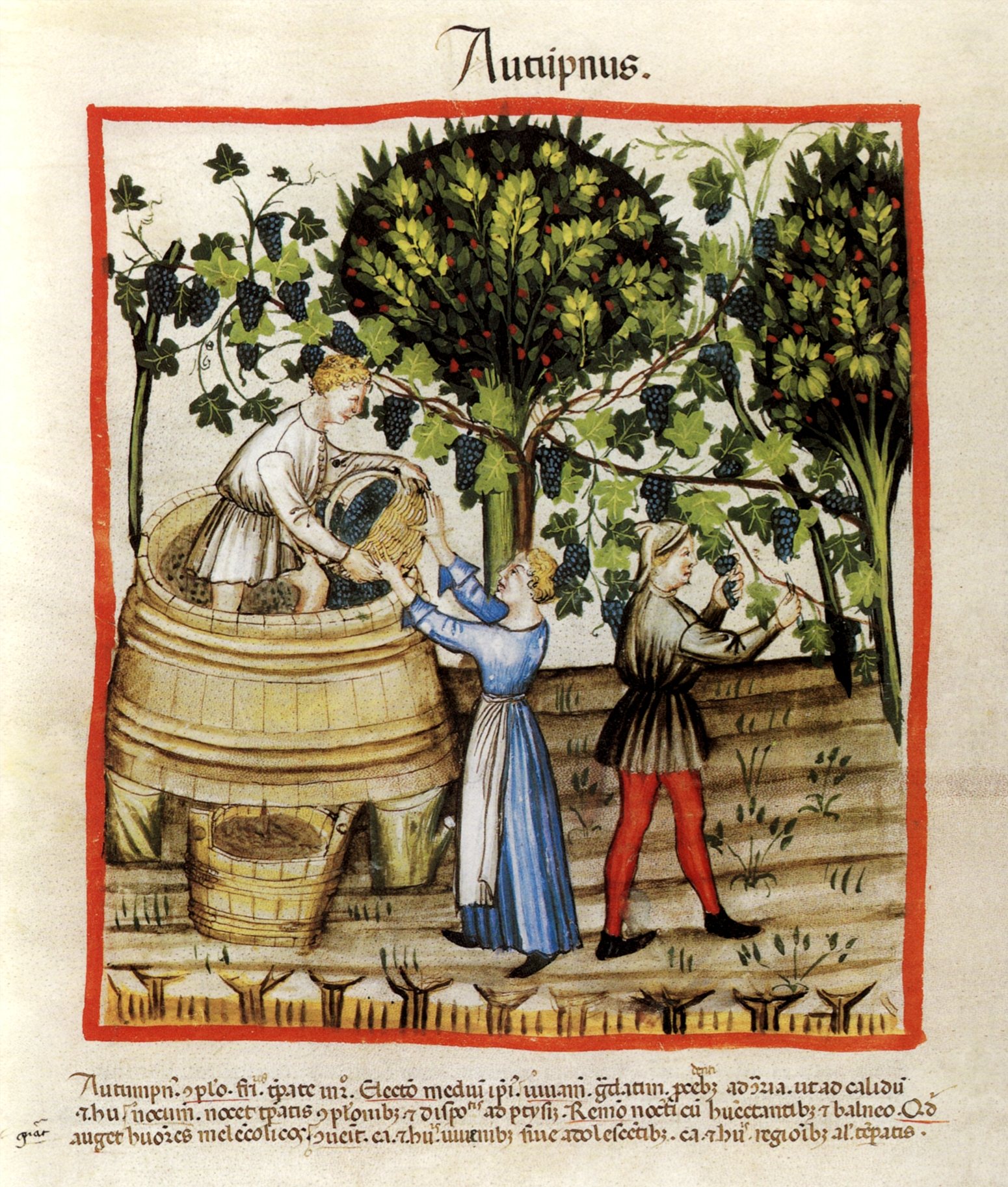
Automne: Froid et sec
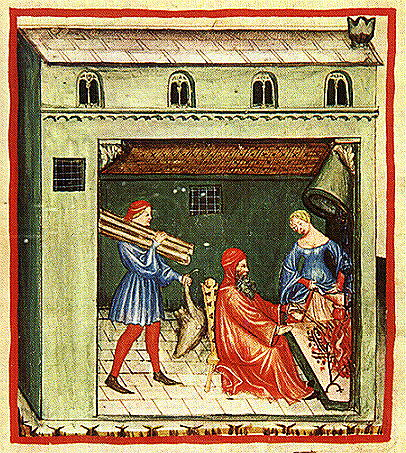
Hiver: Froid et humide

#### Aliments chauds et secs

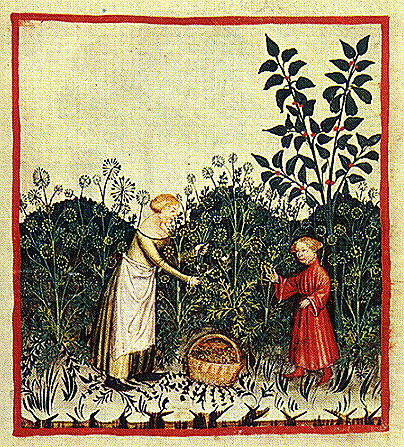
Aneth : Chaud et sec
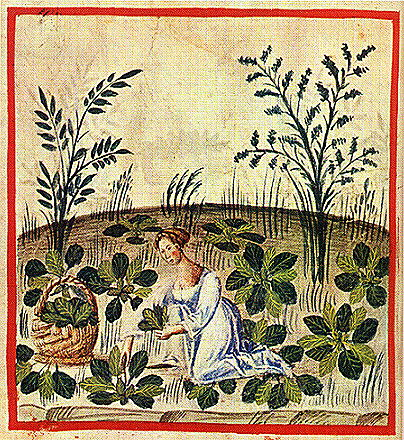
Betterave : Chaud et sec
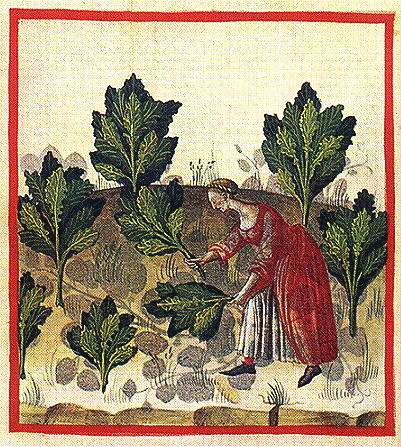
Chou : Chaud et sec
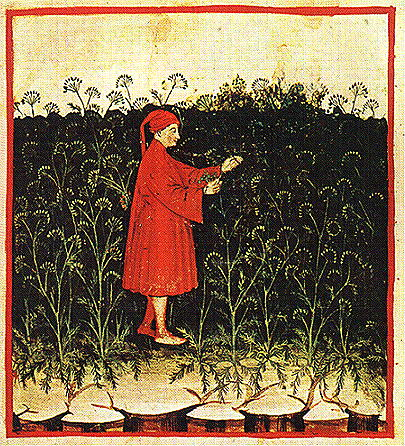
Fenouil : Chaud et sec

#### Aliments froids et humides

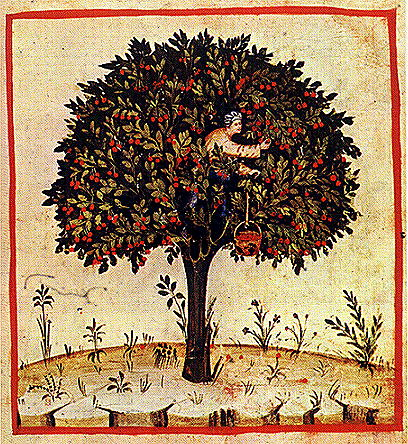
Cerise : Froid et humide
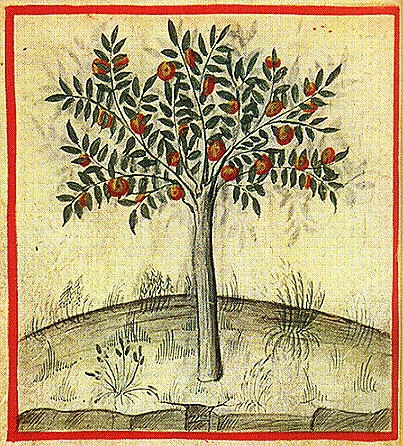
Orange : Froid et humide
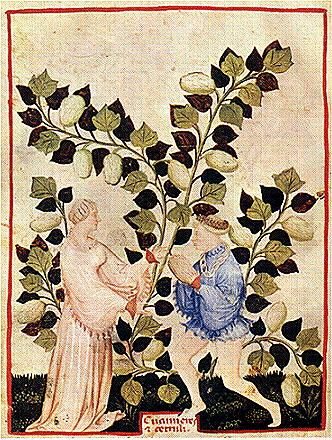
Pastèque : Froid et humide
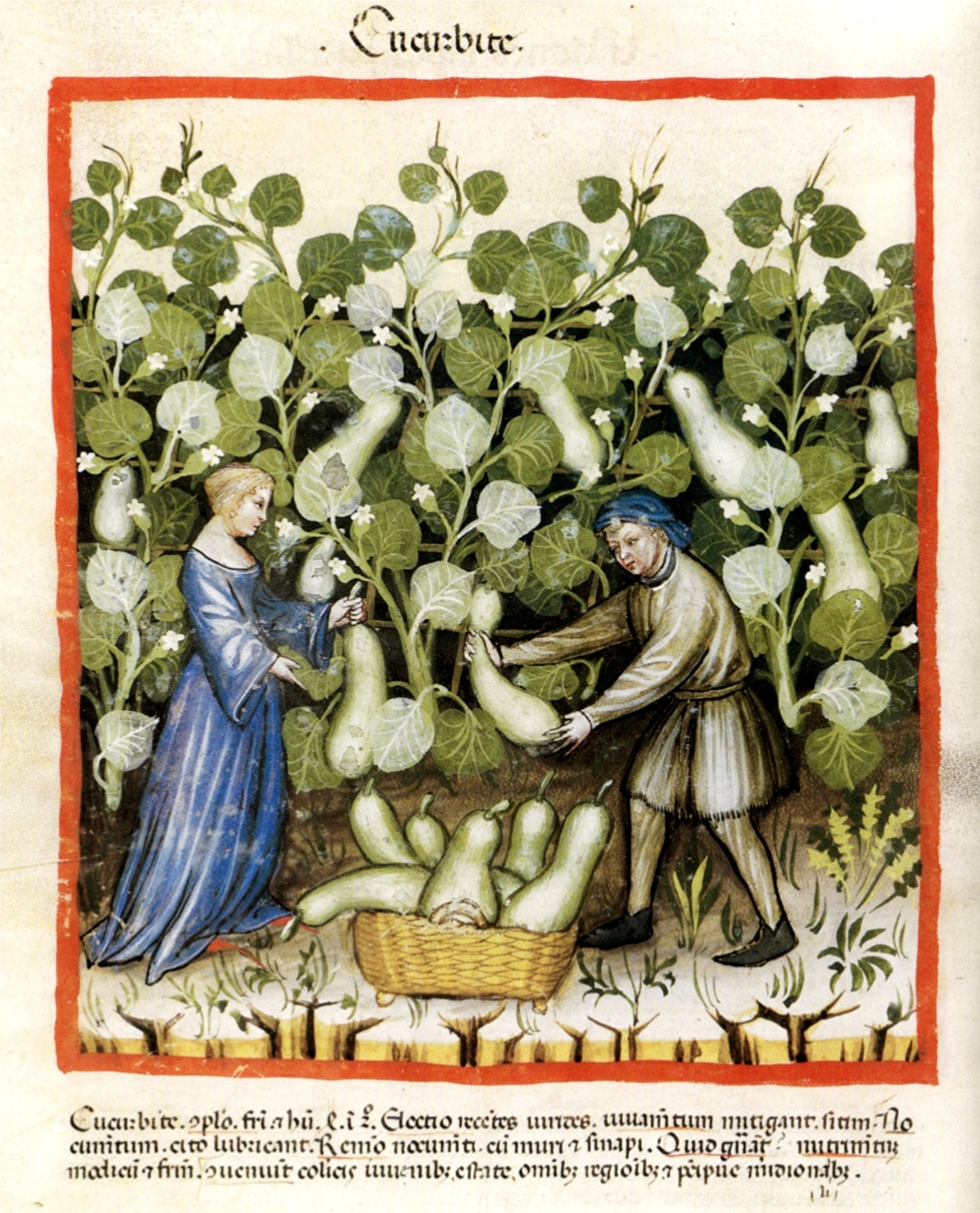
Courge : Froid et humide

#### Aliments froids et secs

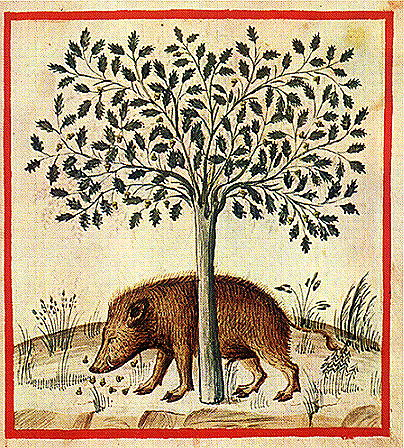
Gland : Froid et sec
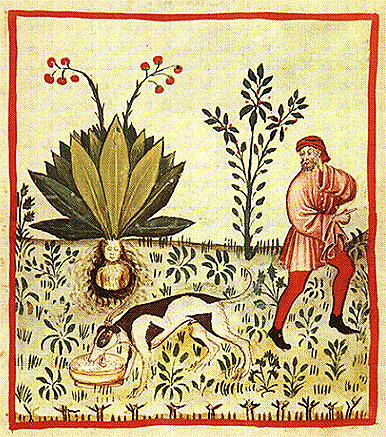
Mandragore : Froid et sec
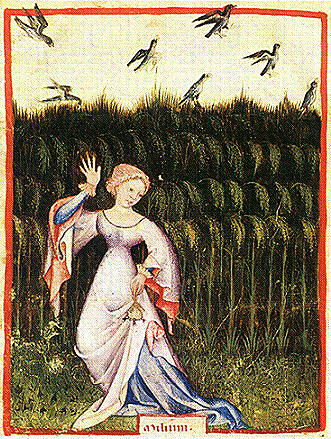
Millet : Froid et sec
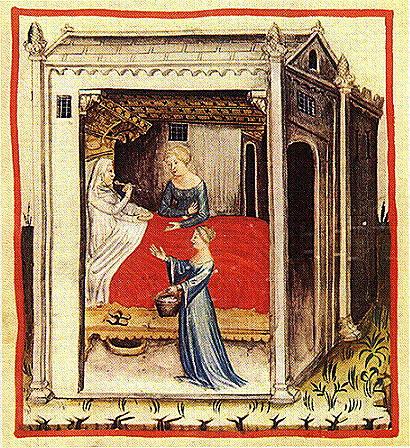
Orge : Froid et sec

#### Aliments chauds et humides

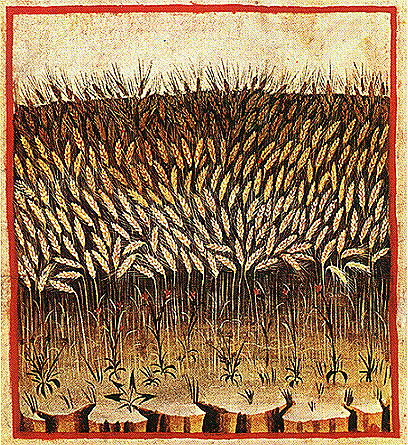
Blé : Chaud et humide
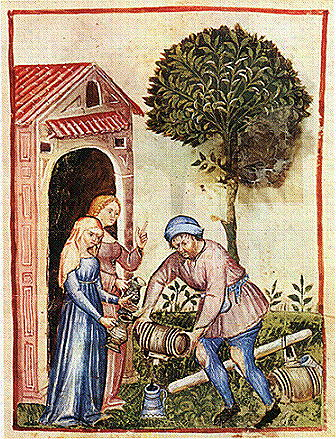
Huile d’Olive : Chaud et humide
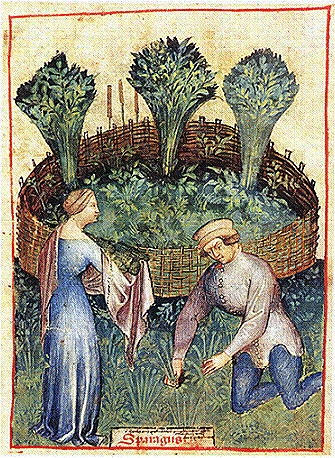
Asperge : Chaud et humide
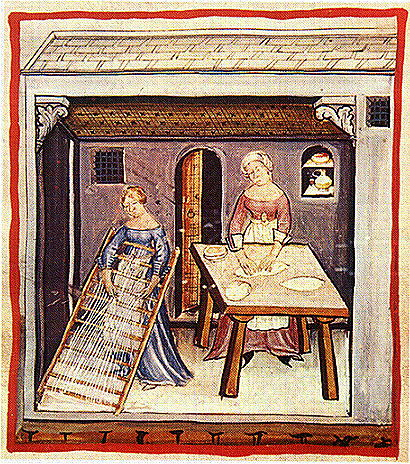
Pâtes : Chaud et humide

#### Exemplaires connus
Les six exemplaires illustrés du Tacuinum sanitatis, conservés dans des institutions publiques sont souvent désignés par leur localisation :
- le manuscrit Nouvelle Acquisition Latine 1673, BnF, Paris, exécuté à Pavie ou Milan, 1380-1390 (103 feuillets illustrés dont les premiers sont endommagés, 205 illustrations), consultable en ligne sur la base Mandragore ;
- le Tacuinum de Liège,  Bibliothèque Universitaire, ms 1041, 1380-1400 (86 feuillets, 170 illustrations attribuées à Giovannino de' Grassi) ;
- le Tacuinum de Vienne dit de Cerutti, codex vindobonensis series nova 2644, Österreischiche Nationalbibliothek, Vienne, 1390-1400 (109 feuillets, 218 illustrations) ;
- le Theatrum Sanitatis de Rome, Biblioteca Casanatense, cod. 4182, 1390-1400 (108 feuillets, 208 illustrations), seul exemplaire dont le titre diffère ;
- le manuscrit Latin 9333, BnF, Paris, d'origine rhénane, 1445-1451 (104 feuillets illustrés), copie du manuscrit de Vienne avec traduction allemande de chaque page, lire en ligne sur Gallica ;
- le Tacuinum de Rouen, Bibliothèque municipale, ms. 3054 (anciennement Leber 1088), 1450 (53 feuillets), dont la seconde moitié est conservée dans une collection privée du Liechtenstein.

Des œuvres plus récentes incluent ou adaptent tout ou partie du Tacuinum :
- le manuscrit 2396, Österreischiche Nationalbibliothek, Vienne, milieu du XVe siècle, (38 feuillets), abrégé du Tacuinum ;
- le manuscrit 5264, Österreischiche Nationalbibliothek, Vienne, vers 1480 (132 feuillets), encyclopédie médicale qui comporte, aux feuillets 81r à 117r, un résumé du Tacuinum concernant 155 aliments, orné de 146 illustrations ;
- le manuscrit ms C.67 de la bibliothèque universitaire de Grenade, exécuté en Allemagne, 2e moitié du XVe siècle, encyclopédie contenant 66 notices du Tacuinum aux feuillets 82r à 116r.

## Reproductions contemporaines

### L'art de vivre en santé (Liège Ms 1041)
L'exemplaire de Liège est reproduit dans L'art de vivre en santé, accompagné de notes détaillées sur chaque feuillet et d'une introduction historique par Carmélia Opsomer, directrice du Département des manuscrits de l'Université de Liège.

### Édition du Vindobonensis series nova 2644 de la Bibliothèque nationale d'Autriche
L'exemplaire de Vienne est reproduit dans L'art de vivre au Moyen âge, présentation de Daniel Poirion et Claude Thomasset.

### Fac-similé du manuscrit Latin 9333 de la BnF
En 2008, la maison d’édition espagnole M. Moleiro Editor a publié un fac-similé du Tacuinum sanitatis Ms. Latin 9333 conservé à la Bibliothèque nationale de France, dans une édition limitée à 987 exemplaires. Cette édition de luxe reproduit les caractéristiques physiques de l'ouvrage tant au plan de la texture et épaisseur du papier que de la reliure et des fermoirs. Cette édition s'accompagne d'un volume de commentaires par Alain Touwaide (Smithsonian Institution), Eberhard König (Université libre de Berlin) et Carlos Miranda García-Tejedor.

## Ouvrages cités
- (en) Marie-Christine Daunay, Jules Janick, Harry S. Paris, « Tacuinum Sanitatis : Horticulture and Health in the Late Middle Ages », Chronica Horticulturae, International Society for Horticultural Science (ISHS), no 49 (3),‎ 2009, p. 22-29 (ISSN 0578-039X, lire en ligne)
- Clarisse Dire, Commerces et commerçants en Occident aux XIVe et XVe siècles, vus à travers les images des versions occidentales illustrées du Tacuinum sanitatis : Mémoire de Master, cultures de l’écrit et de l’image, Lyon, ENSSIB, juin 2011 (lire en ligne [PDF])
- Laurioux Bruno, « Notes de lecture : Carmélia Opsomer, L'art de vivre en santé. Images et recettes du Moyen Âge. Le « Tacuinum Sanitatis » », Médiévales, Presses universitaires de Vincennes, no 25,‎ 1993, p. 134-137 (ISSN 0751-2708, lire en ligne)
- Carmélia Opsomer (Directrice du département des manuscrits de l'université de Liège), L'art de vivre en santé : Images et recettes du moyen âge, Liège, Éditions du Perron, 1991, 208 p. (ISBN 2-87114-054-5)
- (es) José Lopez Piñero, « La medicina como norma de la vida humana en el galenismo y las tablas de salud de Ibn Butlan », dans Theatrum sanitatis. Biblioteca Casanatense, Barcelone, Moleiro, 1999
- Daniel Poirion et Claude Thomasset, L'art de vivre au Moyen âge, Paris, Philippe Lebaud, 1995, 326 p. (ISBN 2-86645-206-2)